# 水管系
水管系（すいかんけい、英: water vascular system）は、棘皮動物の体内に見られる構造の一つである。体内を走る管であり、その内部には外から取り入れられた海水が流れる。呼吸や循環などの役割を持っている。

## 概要
水管系は、棘皮動物に固有の器官系である。体内に伸びる管のつながりであり、内部の液体が物質輸送に関わる点、内部の液体に浮遊細胞がある点などで血管系にも似るが、内部の液体が外の海水を取り込んだものである点で大きく異なる。また、ここから体外に伸びる管が管足といわれ、摂食や呼吸、時には運動に関わる点も独特である。ちなみに棘皮動物では全般に血管からなる循環系に退化傾向が強い。いわば棘皮動物は体腔内に外海の水を直接に流し込んでいる動物である。
類似のものに胃水管系があり、これは刺胞動物に見られる。やはり体内に張り巡らされた管からなるもので、その各部分では放射水管や環状水管など似た名で呼ばれる部分もあるのでややこしいが、全く異なるものである。胃水管系は消化管につながる器官系であり、それに対して水管系は体腔に由来する。
水管系は棘皮動物に特有のものであり、それが存在することは棘皮動物である証拠と見なされる。例えば化石においてもそうである。実際には水管系そのものは化石に残りがたいが、そこから出る管足はその骨板に穴を開けて出る上、その配列も下記のように独特なので、そのような穴のある骨板がそれに類似のパターンで体表面に列をなしていたり、あるいは溝の中に並んでいることが確認されれば、棘皮動物と判断される。

## 構成
ほぼすべての棘皮動物で、基本的な配置は同じである。基本的には体壁のすぐ下を通っている。
まず口の後方の消化管の周りに円環状の管があり、これを環状水管 (circular canal) という。ここから外側、あるいは体の後方に向けて伸びる管が放射水管 (radial canal) である。棘皮動物の体は基本的に五放射相称をなしており、腕がある場合は五本あるのが基本である。放射水管はこれに対応して五本が基本であり、腕がある場合はその口側面に沿って伸びる。腕が分枝する場合には放射水管も分枝する。
環状水管には放射水管の出る位置の間にポーリ嚢 (Polian vesicle) という小さな袋がある。ここから水管内に浮かぶ変形細胞を供給する。また環状水管に外部から海水を取り込む構造がある。環状水管から伸びる石管 (stone canal) が体壁につながったところに水孔 (hydropore) が開き、これを通じて海水が取り入れられる。多くの群ではこの部分には多孔板 (madreporite) という骨板が蓋をしており、海水はそこに開いた多数の穴から取り入れられる。

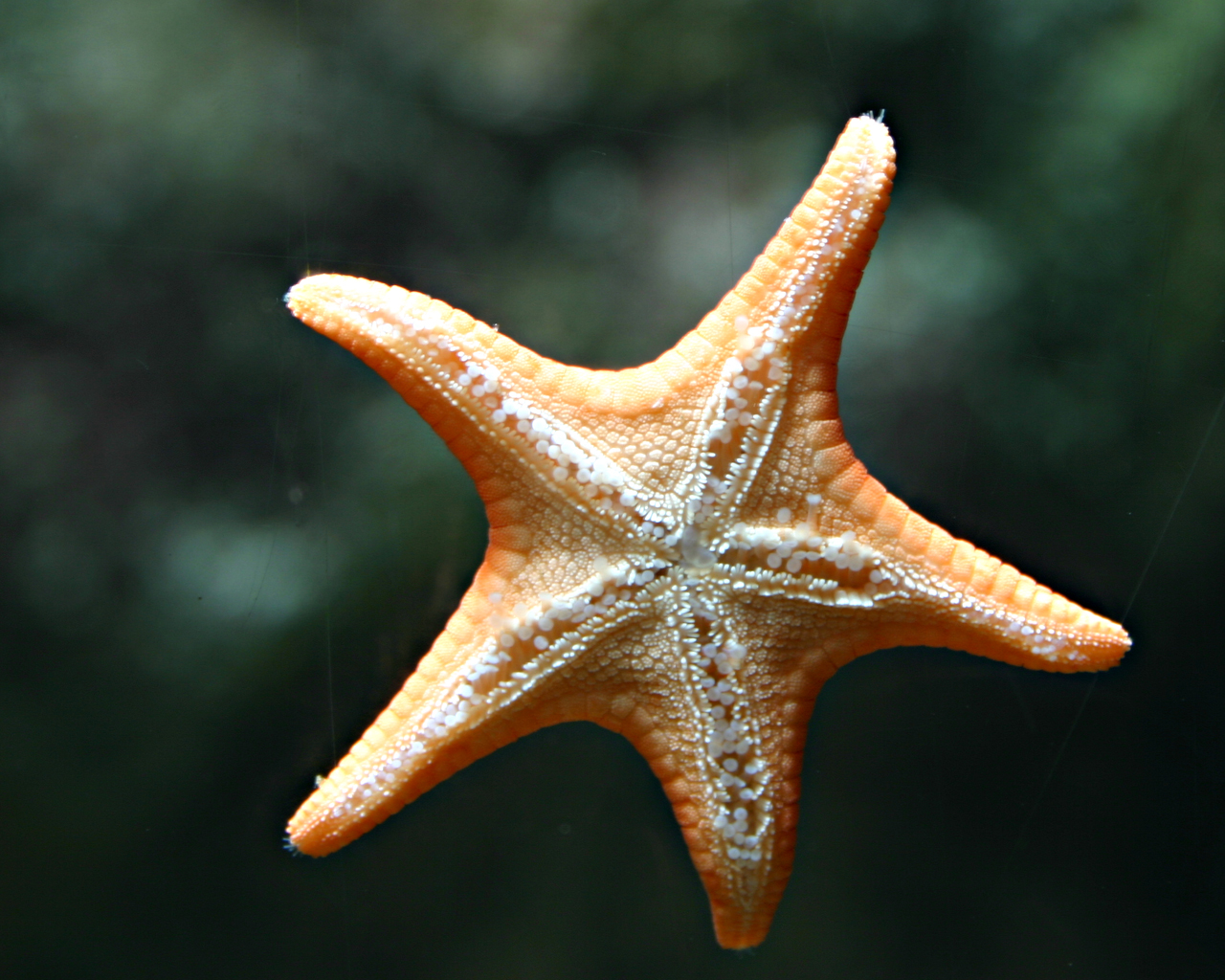
ヒトデの下面、歩帯溝とそこに並ぶ管足がよくわかる

放射水管からは骨板の穴を抜けて体外に細い管が伸び、これが管足 (tube foot) である。ウニやヒトデではこれが運動に使われるため、棘皮動物一般に放射水管の通る部分を歩帯 (ambulacral zone) と言い、その間の部分を間歩帯 (interambulacral zone) と呼ぶ。また、ウミユリ類やヒトデでは管足は腕の下面の溝にあり、この溝は腕の下面の中央を先端から口までつないでいる。この溝を歩帯溝 (ambulacral groove) 、あるいは食溝という。管足が伸びる放射水管の部分には瓶嚢 (ampulla) が付属し、この嚢の収縮によって管足に水が注入され、それによって管足が伸びる。ただしこの瓶嚢を持つのは管足を吸盤として使うものである。また水管の内側には繊毛が並び、これも水流を作る役割を担う。

## 役割
水管系は管足を動かすための仕組みとして存在する。管足の働きは摂食、運動などであるから、基本的にはこれを支持するものである。しかし、実際には管足は呼吸や排出の役割も担っており、そこへ液体を流し込む水管系は循環系の役割をも担っていることになる。液体中の変形細胞は老廃物を運ぶ役割を持っている。棘皮動物は体内に広大な真体腔を持ち、また血管からなる循環系も持っていて、これが呼吸等に関与している例もある（例えばヒトデ類の背面の皮鰓は体腔につながっている）。しかし、多くの棘皮動物で血管系は退化傾向が明瞭なこと、さらに独立した排出系を持たないことは、このことによるとも考えられる。

## 発生
棘皮動物の発生は群によっての違いもあるが、まず左右相称の幼生が形成され、多くは固着の形から放射相称に変態が行われる。この際に、右側体腔が退化的になって体がゆがみ、左側の中体腔が管状に伸びて消化管の入り口付近を環状に取り囲んで環状水管となると共に、五つの方向に分枝が伸びて放射水管となり、これによって体全体の五放射相称の軸が決まる。このとき、後体腔も半口側で同様の変形を行い、周血洞系 (perihemal system) が形成される。

## 群による違い

### ウミユリ類
ウミユリ類は棘皮動物の中でも特に原始的なものと考えられているが、水管系にも独自な点が多い。環状水管と放射水管とからなる点は同じであるが、ポーリ嚢も瓶嚢も持たない。また、石管は体腔内に口を開き、したがって多孔板はない。つまり水管内には体腔液が流れていることになる。ただし、口盤にある小孔から海水が体腔内に流れ込むようになっており、実際には海水が混じった液体が流れている。この類以外では多孔板があるから、よりしっかりと海水を取り込むように多孔板が発達したのかも知れない。

### ヒトデ類
ヒトデ類は下面に口があり、そこから腕に向かって歩帯溝がある点でウミユリ類と共通する。つまり柄を失ったウミユリ類（ウミシダ）を、口盤を下にして伏せたようなものである。管足型の配置もこれに準じる。ただしその発達ははるかによい。環状水管にはポーリ嚢の他に、より小型のティーデマン嚢(Tiedemann's vesicle)がある。石管は上面に伸び、一カ所の腕と腕の間に位置する多孔板につながる。放射水管からは左右に対をなして管足と瓶嚢が並ぶようになっている。
シャリンヒトデ類では諸事退化傾向で、水管系では放射水管がなくて環状水管から管足が出る。

### クモヒトデ類
クモヒトデ類は腕の運動性が高く、管足は運動に使われない。そのためか管足には瓶嚢がない。それ以外は基本的な形である。多孔板は口面にあり、口を囲む大きな骨板である口楯の五枚のうちの一つがこれにあたる。

### ウニ類
ウニ類は腕を持たず、放射水管は丸い体壁を下から上の端まで這い登るように並ぶ。管足は瓶嚢があり、吸盤を持つ。多孔板は上の端にある肛門を囲む骨板のひとつである。それにつながる石管には軸器官がある。

### ナマコ類
ナマコ類の体制は外見的には蠕虫のような左右対称に見える。これはウニの体を縦に引き延ばして横倒しにしたようなものである。歩帯のうちの三つは下面に、二つは背面に位置する。環状水管にはポーリ嚢があり、そこから出た放射水管はまず触手の基部にゆく。触手は特別に発達した管足であり、その基部には触手瓶嚢と呼ばれる特に発達した瓶嚢がある。仲間によっては触手が五本以上あり、それらではこの部分の放射水管が分枝をしている。石管は体腔内に開く。

## その他
上記のように水管系に似たものに胃水管系があるが、名称の上で似たものも他にあるので挙げておく。
- 二枚貝類の水を出し入れする管はそれぞれ出水管・入水管と呼ばれる。
- 巻貝類においては、鰓室への水の出入りを行う管を水管という。これは水管系と同じ語になるが、英語ではこちらは siphon であり、全く別である。なお、貝の種によってはこの管に沿って殻の口の前端が突出し、これを水管突起、あるいはその内側を水管溝という。